# Ivo Josipović
Ivo Josipović (wym. [ˈiːʋɔ jɔˈsiːpɔʋitɕ]; ur. 28 sierpnia 1957 w Zagrzebiu) – chorwacki polityk, prawnik i muzyk, w latach 2003–2010 poseł do Zgromadzenia Chorwackiego, w latach 2010–2015 prezydent Chorwacji.

## Życiorys

### Wykształcenie i działalność zawodowa
Do szkoły podstawowej i średniej uczęszczał w Zagrzebiu. W 1980 ukończył studia na wydziale prawa Uniwersytetu Zagrzebskiego, a w 1983 Akademię Muzyczną w Zagrzebiu, w której uczył się komponowania u boku Stanka Horvata. W 1985 uzyskał magisterium z zakresu prawa karnego, a w 1994 doktoryzował się w tej dziedzinie.
W 1984 został wykładowcą prawa karnego, a następnie profesorem na wydziale prawa Uniwersytetu Zagrzebskiego. Wykładał także na różnych zagranicznych uczelniach, w jednym z instytutów Towarzystwa Maxa Plancka we Fryburgu Bryzgowijskim, na Karl-Franzens-Universität Graz, w instytucie HEUNI w Helsinkach. Prowadził badania na Uniwersytecie Yale w Stanach Zjednoczonych. Opublikował ponad 80 pozycji z zakresu prawa karnego oraz międzynarodowego prawa karnego, został członkiem krajowych i międzynarodowych organizacji prawniczych i artystycznych.

### Działalność artystyczna
Jako muzyk Ivo Josipović jest autorem kompozycji dla instrumentów solowych oraz orkiestr kameralnych i symfonicznych. Do jego najbardziej znanych utworów należą: Samba de camera (1985), Drmeš (1986), Dernek (1988) oraz Diabolezza (2006). Pełnił szereg istotnych funkcji w chorwackim środowisku muzycznym. W latach 1987–2000 zajmował stanowisko sekretarza chorwackiego stowarzyszenia kompozytorów. W 1991 objął funkcję dyrektora Zagreb Music Biennale, corocznego zagrzebskiego festiwalu muzycznego.

### Działalność polityczna

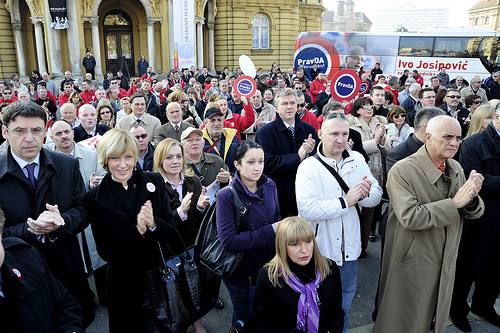
Wiec wyborczy Iva Josipovića w 2009

W 1980 został członkiem Związku Komunistów Chorwacji. Na początku lat 90. wszedł w skład nowo powstałej postkomunistycznej Socjaldemokratycznej Partii Chorwacji. W 1994 opuścił szeregi partii i wycofał się z działalności politycznej. Pełnił funkcję przedstawiciela Chorwacji przed Międzynarodowym Trybunałem Karnym dla byłej Jugosławii. Był ekspertem Rady Europy i członkiem jej delegacji ds. oceny warunków więziennych na Ukrainie, w Mongolii i w Azerbejdżanie. Do działalności politycznej powrócił w 2003 za namową premiera Ivicy Račana. W wyniku wyborów w 2003 wszedł w skład parlamentu V kadencji z listy Socjaldemokratycznej Partii Chorwacji. W wyborach w 2007 odnowił mandat deputowanego na VI kadencję.
Ivo Josipović od początku 2009 był wymieniany jako potencjalny kandydat Socjaldemokratycznej Partii Chorwacji (SDP) w wyborach prezydenckich, które odbyły się w grudniu 2009 i styczniu 2010. W czerwcu 2009 oficjalnie ogłosił zamiar kandydowania. W lipcu tegoż roku wygrał prawybory w SPD i został jej oficjalnym kandydatem. W głosowaniu pokonał Ljuba Jurčicia, zdobywając prawie 65% głosów poparcia.
19 listopada 2009 na placu przed Chorwackim Teatrem Narodowym w Zagrzebiu rozpoczął oficjalnie swoją kampanię wyborczą, której hasło brzmiało „Nowa Sprawiedliwość”. Na pierwszym miejscu swojego programu wyborczego umieścił zwalczanie korupcji. Wśród jego obietnic wyborczych znalazła się także reforma wymiaru sprawiedliwości i współpraca z rządem w celu zakończenia w 2010 rozmów akcesyjnych Chorwacji z Unią Europejską. Przez cały czas trwania kampanii był liderem sondaży przedwyborczych, które dawały mu pewne zwycięstwo w pierwszej turze wyborów. 27 grudnia 2009 odniósł w niej zwycięstwo, zdobywając 32,4% głosów poparcia i tym samym znacznie wyprzedzając swojego głównego konkurenta, startującego jako kandydata niezależnego, burmistrza Zagrzebia, Milana Bandicia, który uzyskał 14,8% głosów. Sondaże wyborcze przed drugą turą głosowania również wskazywały na jego zwycięstwo. Zdobywał w nich poparcie na poziomie 52–55%, w porównaniu z 38–45% poparcia dla Milana Bandića. Jawił się jako polityk bardziej umiarkowany i nieobciążony żadnymi aferami korupcyjnymi w odróżnieniu od swego kontrkandydata, któremu dodatkowo media zarzucały prowadzenie populistycznej polityki. Ostatecznie w głosowaniu z 10 stycznia 2010 Ivo Josipović wygrał ze znaczną przewagą, zdobywając 60,3% głosów.
18 lutego 2010 na placu św. Marka w Zagrzebiu został zaprzysiężony na urząd prezydenta w obecności członków Sądu Konstytucyjnego. W wygłoszonym przemówieniu zobowiązał się do podjęcia wszelkich działań w celu jak najszybszego wejścia Chorwacji do Unii Europejskiej.
W wyborach prezydenckich z grudnia 2014 i stycznia 2015 ubiegał się o prezydencką reelekcję jako kandydat niezależny. Poparła go rządząca wówczas SDP, a także inne ugrupowania centrolewicy. W pierwszej turze głosowania otrzymał 38,5% głosów, zajmując pierwsze miejsce i wyprzedzając kandydatkę Chorwackiej Wspólnoty Demokratycznej Kolindę Grabar-Kitarović, którą poparło 37,2% głosujących. W drugiej turze głosowania urzędujący prezydent przegrał ze swoją konkurentką, otrzymując 49,3% głosów. 18 lutego 2015 zakończył sprawowanie urzędu prezydenta Chorwacji.
Pozostał aktywnym działaczem politycznym. W kwietniu 2015 zainicjował powstanie nowego ugrupowania pod nazwą Naprzód Chorwacja. W listopadzie tegoż roku bez powodzenia kandydował w wyborach do Zgromadzenia Chorwackiego z ramienia koalicji współtworzonej przez jego partię. W 2019 ze swoją partią przyłączył się do SDP, a w 2020 kandydował bez powodzenia do Zgromadzenia Chorwackiego.

## Życie prywatne
Jest żonaty z Tatianą Josipović, również profesorem prawa. Ma córkę Lanę.

## Odznaczenia
- Order Chorwackiej Jutrzenki (1999)[20]
- Order Świętego Olafa I klasy (Norwegia, 2011)[21]
- Order Zasługi Republiki Włoskiej I klasy (Włochy, 2011)[22]
- Order Trzech Gwiazd I klasy (Łotwa, 2012)[23]
- Order Orła Białego (Polska, 2013)[24]
- Order Gwiazdy Polarnej I klasy (Szwecja, 2013)[25]
- Order Serafinów (Szwecja, 2013)[25]
- Order Słonia (Dania, 2014)[26]